# 通惠河北路
39°54′16″N 116°27′44″E / 39.90439380000001°N 116.4623256°E
通惠河北路是北京市区的一条东西向快速路，位于通惠河北岸，全长4.6千米。它起始自二环路建国门桥、东便门桥和广渠门桥，跨过三环，到达四环路四惠桥，并在此连接京通快速路。它于2006年12月4日竣工通车。